# Maladera siargaoensis
Maladera siargaoensis är en skalbaggsart som beskrevs av Moser 1922. Maladera siargaoensis ingår i släktet Maladera och familjen Melolonthidae. Inga underarter finns listade i Catalogue of Life.